# Apamea
Apamea (arabsko أفاميا ali آفاميا, Afamia) je nekdanje rimsko mesto z dobro ohranjenimi ruševinami v današnji severozahodni Siriji. Leži okoli 55 km severozahodno od Hama, ob desnem bregu reke Oront. 

## Zgodovina
Pod Makedonci je bilo glavno mesto Apamene. Po smrti Aleksandra Velikega je na območju današnje severne Sirije zavladal Selevk I. Nikator. Mesto, ki se je prej imenovalo Pharnake, Aleksdander Veliki ga je ob svoji osvojitvi poimenoval Pella, je po svoji perzijski ženi preimenoval v Apameo in ga razširil v vojaško postojanko in provincialno upravno središče. Število prebivalcev se je povečalo na 120.000, v mestu je nastala ogromna kobilarna z več kot 30.000 konji, poleg tega so za bojne namene hkrati dresirali do 500 slonov.
Leta 64 pr. n. št. so mesto zavzele Pompejeve čete in ga priključile Rimskemu cesarstvu. Tudi pod Rimljani se je razcvet nadaljeval, mesto je namreč služilo kot pomembno vojaško oporišče. Po potresu, ki je leta 115 porušil mesto, je stekla obsežna obnovitvena akcija, zlasti v času Trajana in Marka Avrelija. Prebivalstvo je doseglo pol milijona, mesto je bilo pomembno kulturno središče, v njem se je razvila tudi neoplatonistična šola, ki je združevala platonizem z orientalskimi elementi.
Od leta 218 do 234 našega štetja je bila v Apamei nameščena legija II Partica, ko je opustila podporo uzurpatorja Makrina cesarju in se postavila na stran Elagabalovega vzpona k vijoličastim, ki so nato premagali Makrina v bitki pri Antiohiji. Apameo je uničil Kozrav I. v 6. stoletju.
Razcvet se je nadaljeval tudi v času Bizantincev, ko je postala sedež škofije in upravno središče province Syria Secunda. Leta 540 so Perzijci prvič napadli ta del Sirije, zasedli Alep, Antiohijo in za kratek čas tudi Apameo. Med bizantinsko-sasanidsko vojno 602–628 je mesto padlo leta 613 pod oblast Šahrbaraza in je bilo v sasanidskih rokah do blizu konca vojne, ko so jo Bizantinci za kratek čas ponovno zasedli, vendar je že leta 636 padla v roke muslimanov. Po muslimanskem osvajanju Sirije je bila Apamea delno obnovljena in znana v arabščini kot Afāmiya ali Fāmiya. Mesto so osvojili Rašiduni skupaj z mestom Al-Suqaylabiyah po bitki pri Jarmuku. Apamea je bila nato uporabljena kot opazovalna točka za opozarjanje pred sovražnikovim napadom.
Naselili so ga arabski plemeni Bahra in Udhra. Vendar pa je svoj pomen ponovno pridobila šele pod vladavino rodbine Hamdanid s sedežem v Alepu. Od 1095 do 1106 je vladal Khalaf ibn Mula'ib, mesto pa je zavzel Tancred po Khalafovem umoru s strani atentatorjev.
Leta 1149 jih je pregnal Nur ad-Din. Leta 1152 je mesto uničil močan potres, po katerem je mesto opustelo. Mameluki so zaradi strateške lege na mestu akropole zgradili današnjo citadelo, v okviru katere je nastala današnja vas Qalaat al-Mudiq. V turškem obdobju je ta vas služila kot ena od priljubljenejših postaj na romarski poti v Meko.

## Ostanki
Številni ostanki starodavne akropole še vedno stojijo, verjetno so sestavljeni iz ostankov visoko okrašenih templjev, o katerih govori Sozomen; zdaj je zaprto v starodavnem grajskem zidu, imenovanem Kalat el-Mudik (Kŭlat el-Mudîk); preostanek starodavnega mesta je na ravnini.
Ohranili predvsem ostanki iz 2. stoletja, po potresu leta 115. Najbolje so ohranjene ruševine vzdolž 2 km dolgega carda maximusa, glavne ulice v smeri sever - jug, ki se na jugu prične z Emeškimi vrati (homškimi vrati) in na severu konča z Antiohijskimi vrati. Še vedno je ohranjen rimski tlak in predvsem kolonada na obeh straneh ulice. Stebrišče je potekalo skozi središče mesta in okoli njega je bilo strnjenih več pomembnih stavb, vključno s kopališčem, agoro, templjem Tihe, nimfejem, rotundo, atrijsko cerkvijo in baziliko. Stebri so bili visoki 9 metrov in premera 0,9 metra. Stali so na kvadratnih bazah s stranico 1,24 m in visoko 0,47 m. Stebri prikazujejo dva glavna sloga: navadne in značilne spiralne kanelure. Arheolog Jean Lassus trdi, da prvi sega v obdobje Trajana, drugi pa v obdobje Antonina Pija. Portiki stebrišča so bili tlakovani z obsežnimi mozaiki vzdolž celotnega dela stebrišča. Pod bizantinskim cesarjem Justinijanom I. je bilo obnovljenih več delov kolonade. Ulico so zožili na 12 m z dodajanjem prehoda na obeh straneh. Na več odsekih ulice so rimski tlak zamenjali z novim iz kvadratnih blokov apnenca. Nov tlak je pokril tudi v celoti prenovljen drenažni sistem. Justinijanove spremembe so vključevale postavitev monumentalnega tetrastilona, sestavljenega iz štirih 9 m visokih stebrov z meter visokimi kapiteli.
Ob južnem delu so ostanki temeljev dveh cerkva. Cerkev sv. Kozme in Damjana so zgradili v 5. stoletju na mestu nekdanje sinagoge in jo v 6. stoletju povečali. Zraven nje stoji še ena cerkev iz 6. stoletja iz obdobja Justinijana), kjer je še vedno mogoče opaziti krožni tloris s polkrožno apsido. 
Na nekdaj pomembnem križišču je kar sredi ulice stoječa baza votivnega stebra, kamniti bloki z vklesanimi motivi Bakha in v bližini Antiohijskih vrat kopališki kompleks. Zahodno od agore je do leta 384 stal Zevsov tempelj, ki ga je dal takratni škof porušiti in je od njega ostala le gomila. 
Ob vzhodnem koncu dekumana so v 5. stoletju postavili stolnico in jo kasneje še večkrat povečali. Po legendi naj bi hranila nekaj kosov pravega križa in tako bila pomemben cilj romarskih poti ter eno najpomembnejših bizantinskih svetišč. Od nje se do danes ni ohranilo mnogo, še najbolje mozaiki, ki jih hranijo v muzeju ob zahodnem koncu dekumana. 
Prvotno zgrajeno kot gledališče v helenističnem slogu v zgodnjem selevkidskem cesarstvu, je bilo gledališče razširjeno in preurejeno v zgodnjem rimskem obdobju. Gledališče je skupaj s tistim v Efezu eno največjih preživelih gledališč rimskega cesarstva z ocenjeno kapaciteto več kot 20.000 sedežev. Po domnevah zgodovinarjev bilo največje v vzhodnem Rimskem cesarstvu in večje tudi od tistega v Bosri. V času Bizantinskega cesarstva so gledališki drenažni bazen prestrukturirali in na sredini spodnjega odra je bil zgrajen kanat. Do poznega bizantinskega obdobja je gledališče prenehalo služiti kot središče gledaliških predstav. Vendar pa sta gledališče in njegov kanat še naprej pomemben vodni vir v bizantinskem in islamskem obdobju. Ena od glavnih značilnosti gledališča je njegov vodni bazen in izdelan rimski sistem cevi, ki se je uporabljal v njem. Nedavno izkopan terakotni sistem je  ob vzhodnem pritličnem vhodu in je dobro ohranjen. Vaščani so ga pozneje uporabljali kot kamnolom, zato od njega ni ostalo dosti z izjemo odkopanih temeljev.
Na strmem hribu zahodno od ostankov rimskega mesta so že Selevkidi postavili utrdbo, danes pa so tam ostanki mameluške citadele iz 13. stoletja. Znotraj obzidja je nastala vas Qalaat al-Mudiq, ki se je kasneje razširila izven obzidja. 

### Lovski mozaik
Ta mozaik, ki je zdaj v muzeju Cinquantenaire v Bruslju, je bil odkrit leta 1935 v sprejemni sobi verjetno palače rimskega guvernerja province Syria Secunda. Njegova površina je 120 m².
Veliki mozaik je iz leta 415–420 našega štetja in je med najprestižnejšimi tovrstnimi kompozicijami. Tehnično in tematsko je primerljiv z mozaiki v palači bizantinskih cesarjev v Carigradu iz istega obdobja.
Na vhodu je napis: »V času najlepšega Apelliona je bil triklinij obnovljen v mesecu Gorpiaios, tretja indikta, leta 851« (september 539 n. št.).

## Stanje
Najpomembnejša zbirka predmetov s tega mesta, vključno rekonstruiranim delom stebrišča, s številnimi pomembnimi arhitekturnimi in umetniškimi predmeti, ki jih je mogoče videti zunaj Sirije, je v Bruslju v muzeju Cinquantenaire.
Zaradi državljanske vojne v Siriji so starodavno mesto poškodovali in izropali lovci na zaklad. Aprila 2017 je Al-Masdar News objavil satelitske fotografije, ki kažejo, da je bilo mesto pokrito v stotinah lukenj, ki so jih izkopali lovci na zaklade, ki so iskali starodavne artefakte.

## Znameniti prebivalci
- Al-Muqtana (guverner Ismāʿīlīja iz 11. stoletja in ustanovitelj vere Druzov, glavni predstavnik božanskega klica in avtor več Pisem modrosti.)[17][18]
- Arhigen (grški zdravnik), ki je živel v 1. in 2. stoletju našega štetja
- Diodot Trifon, grški kralj Selevkidskega cesarstva. Sprva uradnik pri kralju  Aleksandru I. Balasu je vodil upor proti Aleksandrovemu nasledniku Demetriju II. Nikatorju leta 144 pr. Hitro je pridobil nadzor nad večino Sirije in Levanta.
- Aristarh Solunski (škof, eden od sedemdesetih apostolov) je bil zgodnji kristjan, omenjen v nekaj odlomkih Nove zaveze.
- Evagrij Sholastik je bil sirski učenjak in intelektualec, ki je živel v 6. stoletju našega štetja in pomočnik patriarha Gregorja Antiohijskega.
- Jamblih iz Halkide starogrški grški filozof, mistik in matematik, eden izmed naslednikov Platona in velja za glavnega predstavnika sirijskega neoplatonizma.
- Junias (škof iz 1. stoletja) znan iz pisma apostola Pavla Rimljanom.
- Numenij iz Apameje je bil grški filozof, neopitagorejec in predhodnik neoplatonistov.
- Polikronij (škof in brat Teodorja iz Mopsuestije)
- Pozidonij starogrški filozof, astronom, geograf, meteorolog, zgodovinar in učitelj (135 - 51 pr. n. št.); veljal je za največjega vseveda svojega časa.
- Psevdoopijski grško-sirski pesnik v času vladavine cesarja Karakale.
- Sextus Varius Marcellus (je bil rimski aristokrat in politik iz 3. stoletja in kasnejši guverner Numidije. Mož Julije Soemije in oče rimskega cesarja Elagabala)
- Teodoret iz 5. stoletja je bil vpliven teolog antiohijske šole, biblični komentator in krščanski škof v Ciru.